# Prema Powerteam
Prema Powerteam är ett motorsportsteam från Italien. Teamet grundades år 1984 av Angelo Rosin och Giorgio Piccolo. 1994, 10 år efter att teamet grundades, började Prema Powerteam köra internationellt. Prema Powerteam är ett av Italiens tre största motorsportsteam. Teamet inriktar sig på unga förare.

## Nuvarande tävlingar
Prema Powerteam kör Formel 2, Formel 3 och Formel 4.